# عظم حمصي
العظم الحمصي أو البسلي (بازيلائي) هو عظم في المعصم (الصف الأول من عظام الرسغ) وهو الأخير من جهة الإبهام.

## معرض صور

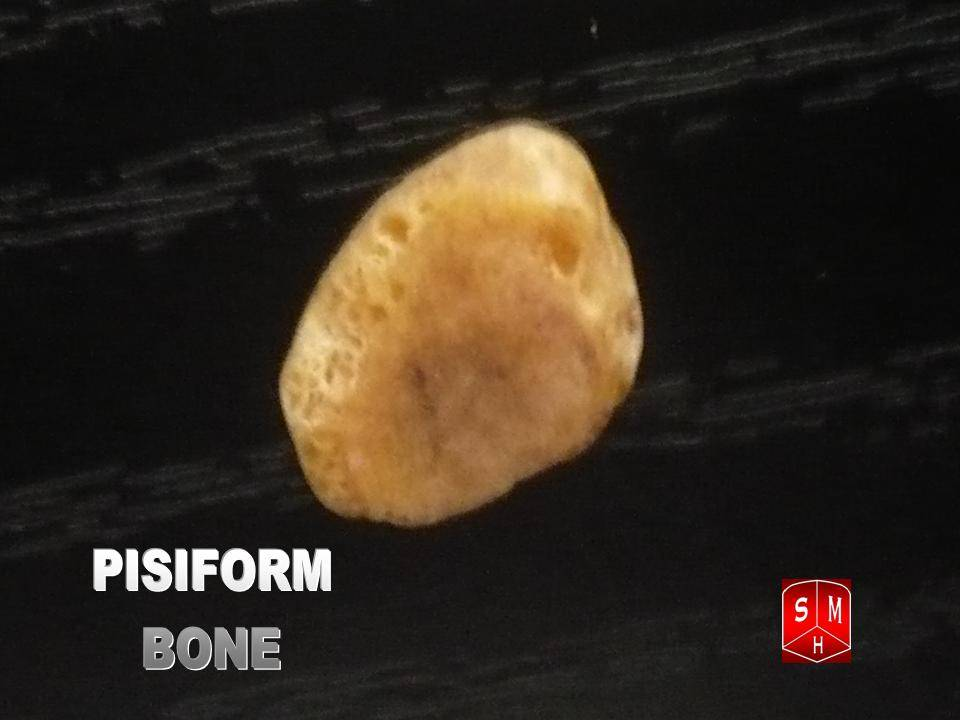